# Кребс, Иоганн Людвиг
Иоганн Людвиг Кребс (нем. Johann-Ludwig Krebs; 12 октября 1713, Буттельштедт — 1 января 1780, Альтенбург) — немецкий лютнист, органист и композитор.

## Биография
Иоганн Людвиг Кребс родился 12 октября 1713 года в городе Буттельштедте в семье органиста Иоганна Тобиаса Кребса. В 1726—1735 годах посещал лейпцигскую школу Святого Фомы, изучая затем философию в Лейпцигском университете. По крайней мере трое его братьев также были музыкально талантливы.
Кребс учился органу у Иоганна Себастьяна Баха, который также преподавал отцу Кребса. С технической точки зрения Кребс как органист стоял в одном ряду с самим Бахом, тем не менее, ему было трудно получить покровителя или должность в какой-либо церкви. Старинный органный стиль Кребса, усвоенный от учителя и отца, уже давно вытеснялся новой галантной музыкой. В мае 1737 года Кребсу удалось занять должность органиста в городской церкви Девы Марии в Цвиккау. У органиста было семь детей и ему было не просто прокормить семью. В 1755 году (спустя пять лет после смерти Баха, которую обычно называют концом периода барокко) он был назначен органистом при Саксен-Гота-Альтенбургском дворе князя Фридриха.
Несмотря на то, что он никогда не занимал должность придворного композитора и не получал заказов, Кребс написал значительное количество произведений, хотя лишь немногие из них были опубликованы до 1900-х годов. Писал сонаты для клавесина и флейты, варьированные хоралы, мотеты.
Иоганн Людвиг Кребс умер 1 января 1780 года в Альтенбурге.
Рукописи Кребса хранятся в Берлинской библиотеке.